# XV округ Парижа
15-й округ Парижа — один з 20-ти адміністративних округів французької столиці. Розташований на лівому березі Сени. До нього частково належить штучний Лебединий острів (Париж). Округ утворений після приєднання до Парижа містечок Вожірар (фр. Vaugirard) та Гренель (Grenelle) в 1860 р. Найбільш густонаселений округ Парижа.

## Географічне положення

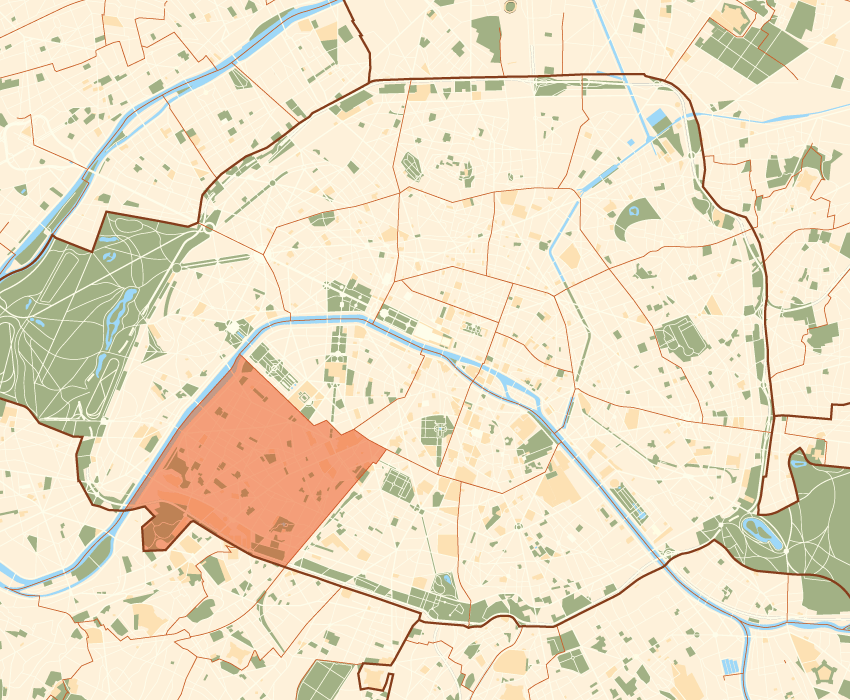
Територія 15-го округу виділена червоним

Квартал розташований у південно-західній частині Парижа. На північному сході межує з 6 і 7 округами; на південному сході — з 14; на північному заході Сена відокремлює його від 16 округу; на південному заході Паризька окружна дорога є межею між територією 15-го округу та муніципалітетами Ванв та Іссі-ле-Муліно.

## Населення
На момент перепису населення 1999 року на території округу площею 848 га проживало 225 362 особи, тобто 26 576 осіб/км².
| Рік (перепис населення) | Число жителів | Густина (чол./Км ²) |
| ----------------------- | ------------- | ------------------- |
| 1962 (пік населеності)  | 250 551       | 29 470              |
| 1968                    | 244 080       | 28 709              |
| 1975                    | 231 301       | 27 205              |
| 1982                    | 225 596       | 26 534              |
| 1990                    | 223 940       | 26 340              |
| 1999                    | 225 362       | 26 507              |

## Адміністрація
Адреса мерії округу:

31 rue Péclet

75015 Paris

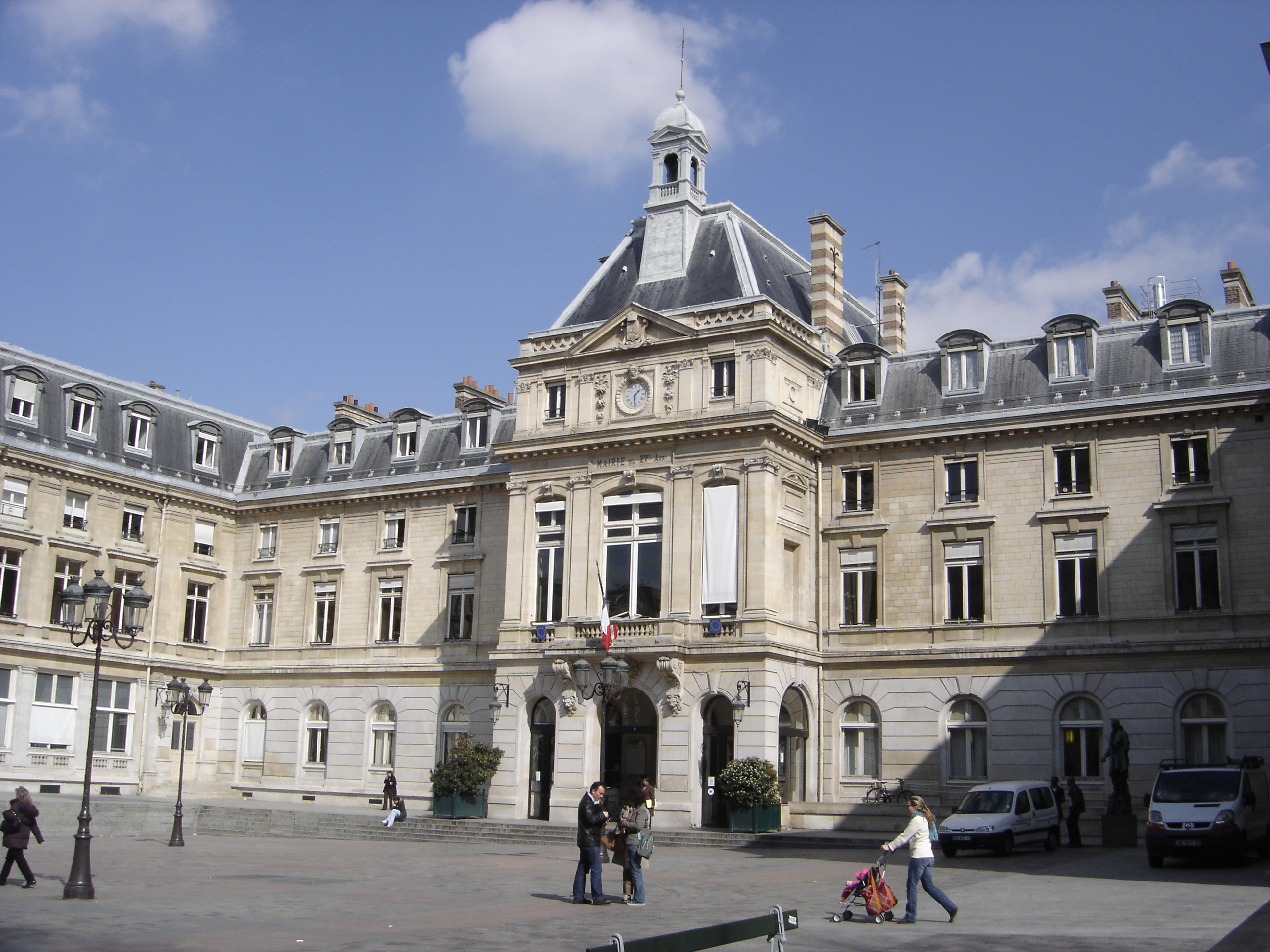
Мерія 15-го округу

Мер округу з 29 березня 2008 р. — Філіп Гужон (Philippe Goujon, UMP).

## Квартали
Адміністративний поділ:
- Сен-Ламбер (фр. Saint-Lambert)
- Неккер (Necker)
- Гренель (Grenelle)
- Жавель (Javel)

## Охорона здоров'я
- Шпиталь «Georges-Pompidou»
- Приватна клініка «Saint-Michel»
- Дитяча лікарня «Necker»
- клініка «Blomet»
- клініка «Alleray-Labrouste»
- Інститут Пастера
- Лікарня «Vaugirard»
- Приватна клініка «Saint-Jacques»

## Визначні місця
- Вежа Монпарнас
- Вулик (сквот)
- Музей Монпарнаса
- Будинок-музей Бурделя
- Інститут Пастера
- Музей пошти
- Палац спорту (Palais des Sports de Paris)
- Парк торгово-промислових виставок «Парі-Експо».
- Музей звільнення Парижа
- Лебединий острів (Париж)
- Міст Бір-Хакем

## Спорт
- 6 басейнів та Аквабульвар.
- 5 спортивних залів.
- 3 стадіони.

## Транспорт
- RER З
- Метро: лінії 6, 8, 10, 12, і 13
- Автобуси: лінії 26, 57, 60, 61, 62, 69, 76, 96, 102, PC2, 351
- Трамвай: лінія 3
- Вокзал Монпарнас
- Вертолітний злітно-посадковий порт.